# Stazione di Rimini Centrale
La stazione di Rimini Centrale era una fermata ferroviaria posta lungo la ferrovia Rimini-Novafeltria, chiusa nel 1960, a servizio del comune di Rimini.
L'edificio, successivamente adibito per le autolinee sostitutive padane, come stazione e poi come locale di servizio per l'annesso deposito dei bus, dal 2015 funge da biglietteria.